# Urosigalphus femoratus
Urosigalphus femoratus är en stekelart som beskrevs av Crawford 1914. Urosigalphus femoratus ingår i släktet Urosigalphus och familjen bracksteklar. Inga underarter finns listade i Catalogue of Life.